# Creag Chlacharnach
Creag Chlacharnach is een berg in de Grampian Mountains in Schotland. De berg is 695 meter hoog. Op de Creag Chlacharnach ontstaan de riviertjes Allt na Leacainn Móire en Allt Creag nan Gobhar.